# Saline megye (Arkansas)
Saline megye az Amerikai Egyesült Államokban, azon belül Arkansas államban található. Megyeszékhelye és legnagyobb városa Benton. Lakosainak száma 123 416 fő (2020. április 1.). Saline megye Pulaski, Grant, Garland, Perry és Hot Spring megyékkel határos.

## Népesség
A megye népességének változása:
| Lakosok száma | 107 609 | 109 994 | 111 851 | 114 404 | 117 460 | 123 416 |
|               | 2010    | 2011    | 2012    | 2013    | 2015    | 2020    |